# Velimir Deželić mlađi
Velimir Deželić mlađi (Beč, 28. svibnja 1888. − Zagreb, 10. ožujka 1976.) je bio hrvatski književnik, kazališni pisac, urednik, političar, sociolog, etnograf, socijalni radnik, lutkar, redatelj, hrvatski domoljub, demokratski antifašist. Jedan je od katoličkih oblikovatelja kulture u Hrvata. Sin je Velimira Deželića starijeg. Suprug je Božene Kralj, prve "domagojke" i prve stipendistice u povijesti HAZU (na Sveučilištu u Moskvi), prve žene koja je studirala na Carskom moskovskom sveučilištu kad u Rusiji djevojke nisu smjele studirati, pripadnice jedne od prvih generacija studentica koje su upisale Kraljevsko sveučilište Franje Josipa I. u Zagrebu.

## Životopis
Rodio se je u Beču 1888. godine. U Zagrebu je završio pučku školu i Klasičnu gimnaziju 1907. godine. U Zagrebu i Beču je studirao filozofiju i pravo. U Münchenu je studirao kameralistiku. U Zagrebu je doktorirao pravo.
Organizirao je pučko-prosvjetni rad i odgoj mladeži u Hrvatskom katoličkom pokretu. Bio je dio poznatog tria Eckert-Rogulja-Deželić. Suosnivač je katoličkog dnevnika Riječkih novina. Predsjedavao je društvom Domagoj. Bio je upraviteljem Društva sv. Jeronima. Uređivao je popularnu znanstvenu knjižnicu Hrvatskog katoličkog narodnog saveza. Bio je član uredništva Hrvatske straže. Bio je u uredništvima još nekih listova. Kulturna djelatnost bila mu je iznimno široka. Bio je članom Marijine kongregacije i Hrvatskog katoličkog seniorata.
Poslije prvog svjetskog rata radio je u Zemaljskom uredu za zaštitu ratnih udovica i siročadi. Zajedno s Petrom Roguljom, fra Didakom Buntićem i inima spašavao je djecu iz BiH i Istre. Bio je član Hrvatske pučke stranke u Privremenom narodnom predstavništvu (1919. – 1920.) i poslije u Ustavotvornoj skupštini Kraljevine SHS u sazivu od 1920. do 1923. godine.
Prvih poratnih godina bio je ravnatelj sveučilišne pisarnice. Uspostavom Banovine Hrvatske postao je 1940. banovinski činovnik Odjela za socijalnu politiku. Kad je uspostavljena NDH, bio je ravnatelj Odsjeka društvovne brojidbe u Ministarstvu udružbe, gdje je radio na izbjegličkim pitanjima. Siječnja 1945. bio je nakratko u zatvoru.
Poslije rata nove socijalističke vlasti primile su ga u Ministarstvo socijalnog staranja gdje je radio sve do odlaska u mirovinu 1953. godine.

## Djela
(izbor)
- Obnova socijalnog poretka prema pravilu evanđeoskog zakona i encikličkim pismima rimskih papa (suautor Stjepan Bakšić)
- Crveno selo ili sadašnji život ruskog seljaka
- »Kakvi smo bili? Zapisi mojoj unučadi

## Vanjske poveznice
- Deželić, Velimir, ml. Hrvatska enciklopedija LZMK